# Duralex
Pour la locution latine, voir Dura lex, sed lex.
Duralex Scop SA est une entreprise française, implantée à La Chapelle-Saint-Mesmin dans le département du Loiret, qui fabrique de la vaisselle en verre trempé. Duralex est également une marque sous laquelle sont vendus les produits fabriqués par cette entreprise, dont des verres, des assiettes ou encore des plats. Placée en redressement judiciaire en avril 2024, elle est transformée en société coopérative et participative (SCOP) lors de la reprise par ses salariés en juillet 2024. Elle était détenue par La Maison française du verre de 2021 à 2024.
La marque Duralex est populaire en France pour ses modèles de verres Gigogne et  Picardie ainsi que le détournement ludique des numéros de fabrication par les enfants.

## Historique

### Origines
Créée en 1927 à La Chapelle-Saint-Mesmin dans l'agglomération orléanaise, par le vinaigrier Dessaux, la verrerie est vendue en 1930 au parfumeur François Coty, sous le nom de Société des verreries de La Chapelle-Saint-Mesmin. Elle sert alors à fabriquer des flacons de parfum.
En 1934, elle est acquise par Saint-Gobain,. En 1935, l'usine compte 575 salariés. Cette entreprise française, qui a inventé le verre trempé à la fin des années 1930 (le processus est définitivement mis au point en 1944 et le brevet est déposé le 8 mai 1944), fait alors produire par la verrerie de La Chapelle-Saint-Mesmin des feux d'éclairages et vitres pour automobiles, sous le nom de Société d'exploitation verrière Beauce-Bourgogne (SEV). Dans les années 1970, elle produit quelques articles sanitaires et dans les années 1980, des hublots de lave-linges.

### Création de la marque
La société imagine un autre débouché pour le verre trempé, la vaisselle, et dépose le 6 juin 1945 la marque Duralex. Le site de La Chapelle-Saint-Mesmin est alors transformé en usine de gobeleterie pour produire des « objets en verre pour usage culinaire, notamment en verre trempé ».

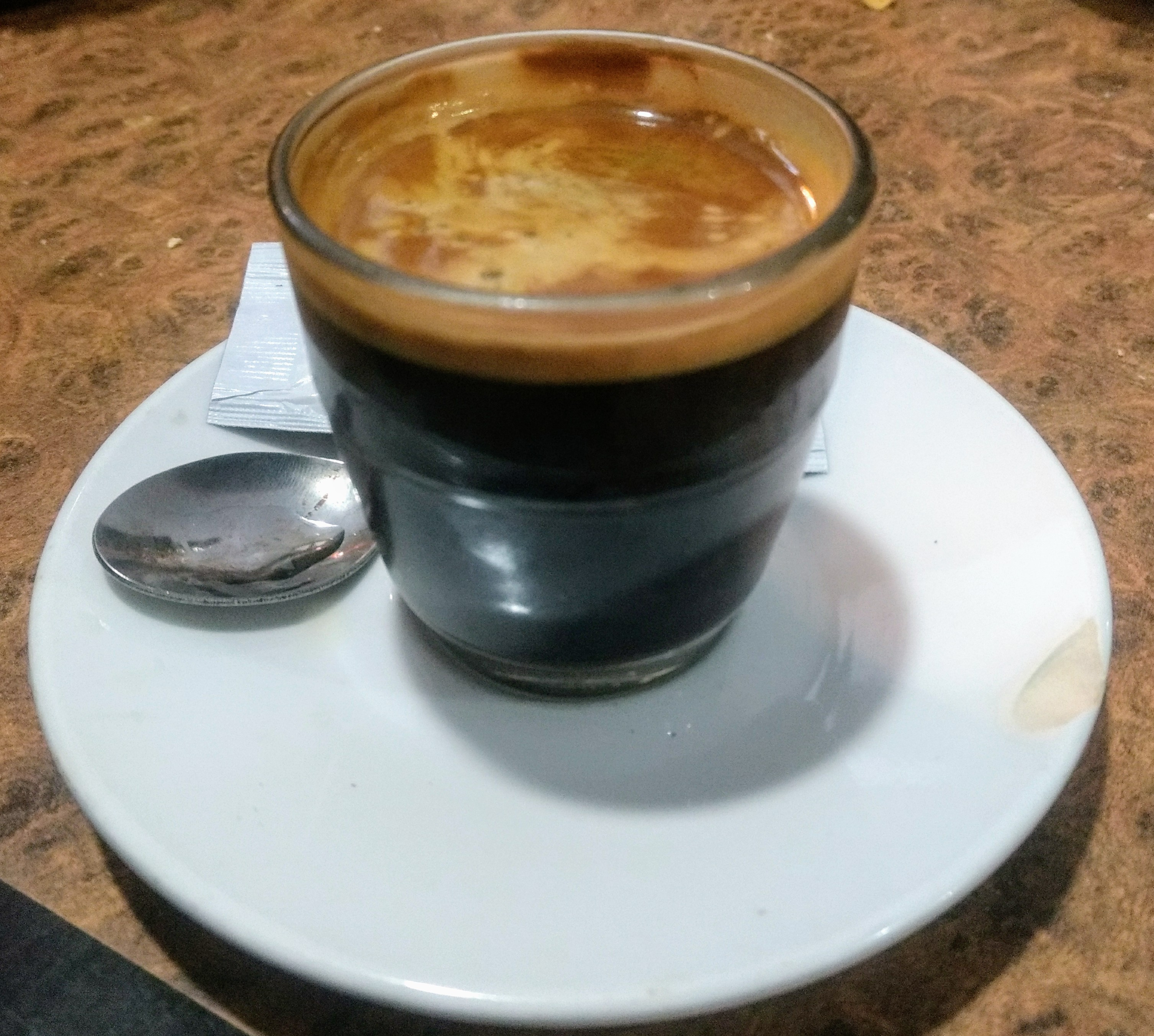
Café dans un verre Duralex modèle Gigogne

Le verre de type Gigogne est lancé en 1946,. Devenu culte depuis, cette timbale ronde est le premier article de vaisselle commercialisé par la marque. Le modèle de verre Picardie, à neuf facettes ou côtes, est lui créé en 1954.
Les années 1960 et les Trente Glorieuses constituent l'âge d'or de Duralex. Un second site de production est ouvert à Rive-de-Gier dans le département de la Loire, et un spot télévisé de la marque remporte le prix du 12e festival international du film publicitaire de Cannes en 1965. Hors des cantines scolaires, les créations dont les lignes Gigogne et Picardie, sont depuis connues dans le monde entier, jusqu'à la boutique design du Museum of Modern Art, à New York. Vers cette époque, l'entreprise emploie environ 1 500 personnes.
Le déclin de la marque débute à la fin des années 1970. Saint-Gobain cède cette branche de son activité en 1997 au verrier italien Bormioli Rocco. Une valse des actionnaires débute.

### Duralex International France (2004-2008)
En 2004, l'entreprise est revendue à un cadre de l'entreprise associé à des investisseurs. Elle est finalement contrainte au dépôt de bilan l'année suivante. L'entreprise est alors rachetée par Sinan Solmaz, un grossiste turc de 38 ans et premier client de la marque. L'usine de Rive-de-Gier, qui avait déjà été menacée de fermeture en 2002 en raison de difficultés financières, et qui employait alors 110 personnes, ferme définitivement ses portes cinq ans plus tard,,,,,. La société, employant alors 260 salariés, se déclare en cessation de paiement le 1er avril 2008 puis est placée en liquidation judiciaire le 26 juin.
À la suite d'une plainte déposée par le mandataire judiciaire dans le cadre de cette procédure, il apparaît que de début 2007 à juillet 2008, Sinan Solmaz a organisé le départ pour la Turquie de machines, de moules et de 85 conteneurs de marchandises. Ces marchandises y ont été vendues à « 20 % de leur valeur réelle », entraînant un manque à gagner pour Duralex de plus de 4,5 millions d'euros. De plus, plusieurs centaines de milliers d'euros de créances dues à Duralex ont été encaissés par Sinan Solmaz sur un compte qu'il possède à Dubaï. Enfin, il a augmenté artificiellement la dette de Duralex au profit de ses entreprises en Turquie, grâce à des jeux d'écriture comptable. L'homme d'affaires, visé depuis 2012 par un mandat d'arrêt européen, est condamné le 3 juillet 2014 à trois ans de prison ferme pour abus de biens sociaux et banqueroute par détournement ou dissimulation et 200 000 € d'amende par le tribunal correctionnel d'Orléans.
Dès le 2 juillet 2008, plusieurs offres de reprise sont déposées au tribunal de commerce d'Orléans.

### Duralex international (2008-2022)

Ancienne version du logo

Le 21 juillet 2008, ce dernier décide de confier les destinées de l'entreprise à Antoine Ioannidès, industriel franco-britannique, épaulé par deux cadres de Duralex et la famille Boulos composée d’importateurs grossistes libanais actifs dans la région du Proche et Moyen-Orient. La somme de 36 000 000 € doit être investie et 200 emplois préservés sur les 236 que compte Duralex, 36 postes et 14 CDD sont supprimés.
Ce sont finalement 6 200 000 € qui sont investis au cours des dix-neuf premiers mois par les repreneurs, et ce sans soutien bancaire. Le premier exercice s'élève à 34 000 000 € de chiffre d'affaires et le bénéfice à 2 700 000 €, sur les dix-huit premiers mois.
En 2010, les principaux débouchés commerciaux des produits Duralex se trouvent au Proche-Orient, ce qui représente près de la moitié du chiffre d'affaires de la société. En 2014, 87,6 % des activités de Duralex s'effectuent à l'export ; six ans plus tard, ce sont toujours environ les trois quarts du chiffre d’affaires qui se voient effectués à l'étranger, principalement en Europe de l'Ouest et au Moyen-Orient.
En 2017, Duralex subit une difficulté d'ordre industriel. Lors du remplacement de son four, le racleur normalement associé à la machine est installé avec retard. Le ralentissement de la production qui en découle occasionne un manque à gagner important durant un an.
En octobre 2019, Antoine Ioannides annonce mandater Ernst & Young France pour faire entrer des investisseurs au sein du capital de l'entreprise verrière, avant de s'orienter au printemps 2020 vers une cession intégrale de l'entreprise.
En septembre 2020, l'entreprise Duralex qui compte 248 salariés est placée en redressement judiciaire,.

#### Rachat par International Cookware
En janvier 2021, le groupe français International Cookware, établi à Châteauroux, qui vend ses produits sous la marque américaine Pyrex, prend le contrôle de Duralex,,. Avec un prix de cession d'un montant de 3 500 000 €, International Cookware promet de maintenir la majorité des emplois, de créer un plan de redressement à travers l'investissement de plusieurs dizaines de millions d'euros (entre autres en modernisant l'usine d'Orléans) et de faire naître des synergies commerciales avec Pyrex surtout pour le commercial et les achats. Le savoir-faire de l'entreprise en matière de verre trempé, très résistant, intéresse la marque américaine, bien que l'outil industriel soit vétuste. De plus, l'image vintage de l'entreprise, avec ses deux meilleures ventes que sont le Gigogne et le Picardie plus d'un demi-siècle après leurs créations, reste également un frein à une évolution, la notoriété de Duralex n'allant pas au delà de ces deux modèles : la transformation vers une image plus moderne est l'un des gros chantiers du groupe.

### New Duralex International (2022-2024)
En 2022, le groupe International Cookware change de nom, pour devenir La Maison française du verre, et dans le même temps, l'entreprise Duralex devient New Duralex International.

#### Crise énergétique
En novembre 2022, consécutivement à la hausse des prix de l'énergie, due à la crise énergétique mondiale de 2021-2023 l'entreprise est contrainte de cesser ses activités et mettre ses fours à l'arrêt. Les 250 employés sont placés en chômage partiel.
Les fours sont redémarrés le 17 avril 2023, soit cinq mois plus tard. Durant cette période, l'entreprise bénéficie de 15 000 000 € d'aides de l'État pour faire face à cette crise.
En mars 2024, l'entreprise New Duralex International se voit réclamer le paiement de « droits à polluer » liés aux activités de l'ancienne direction, d'un montant de 1 300 000 €. Ce montant, non provisionné, risque alors de mettre en péril la trésorerie de l'entreprise.

#### Redressement judiciaire
En avril 2024, La Maison française du verre, qui a acquis Duralex en 2021, sollicite l'ouverture d'une procédure de redressement judiciaire de New Duralex International (NDI) auprès du tribunal de commerce d'Orléans en raison des difficultés de l'entreprise à subvenir à ses besoins dans un contexte de flambée des prix de l'énergie,.
En juin 2024, quatre offres de reprise sont étudiées par le tribunal de commerce d'Orléans. Quelques semaines plus tard, Orléans Métropole propose de racheter le terrain et les bâtiments de la verrerie pour aider les salariés à relancer l'activité via une société coopérative et participative (SCOP). Ce dernier projet serait le seul qui permettrait d'éviter une casse sociale, selon les syndicats. Le 26 juillet 2024, le tribunal de commerce d’Orléans choisit l'offre de SCOP portée par une majorité des salariés et par le syndicat CFDT avec le soutien des politiques locaux. Quelques jours après cette décision, François Marciano, le directeur, signale une hausse de « 323 % de commandes directes » à la suite de l’annonce de l’adoption du projet de SCOP,,.

### Duralex SCOP SA (depuis 2024)
Le 30 juillet 2024, l'entreprise Duralex SCOP SA est créée,.
En décembre 2024, l’État français annonce prêter 750 000 € à Duralex dont l'objectif est d'atteindre un volume de chiffre d'affaires de 40 millions d'euros en 2029 alors que les ventes ont baissé à 24,6 millions d'euros, contre plus de 31 millions en 2022.

## Origine du nom
Le nom Duralex proviendrait de la locution latine Dura lex, sed lex qui signifie « la loi est dure mais c'est la loi ».

## Activité, rentabilité et effectif
|                                        | 2014   | 2015   | 2016   | 2017    | 2018     | 2019 | 2020 | 2021    | 2022    | 2023     | 2024 |
| -------------------------------------- | ------ | ------ | ------ | ------- | -------- | ---- | ---- | ------- | ------- | -------- | ---- |
| Chiffre d'affaires en milliers d'euros | 30 035 | 31 239 | 30 522 | 57 786  | 26 038   |      |      | 23 410  | 31 260  | 24 610   |      |
| Résultat net en milliers d'euros       | + 340  | + 143  | - 429  | - 1 822 | - 12 355 |      |      | - 4 360 | - 8 480 | - 37 310 |      |
| Effectif moyen annuel                  | 198    | 206    | 214    | 231     | 250      |      |      |         |         |          |      |

| 1934 | 1939 | 1945 | 1960 | 1970  | 1987 | 2008 | 2014 | 2015 | 2016 | 2017 | 2018 | 2019 | 2024 |
| ---- | ---- | ---- | ---- | ----- | ---- | ---- | ---- | ---- | ---- | ---- | ---- | ---- | ---- |
| 281  | 429  | 270  | 920  | 1 500 | 320  | 260  | 198  | 206  | 214  | 231  | 250  |      | 228  |

## Produits

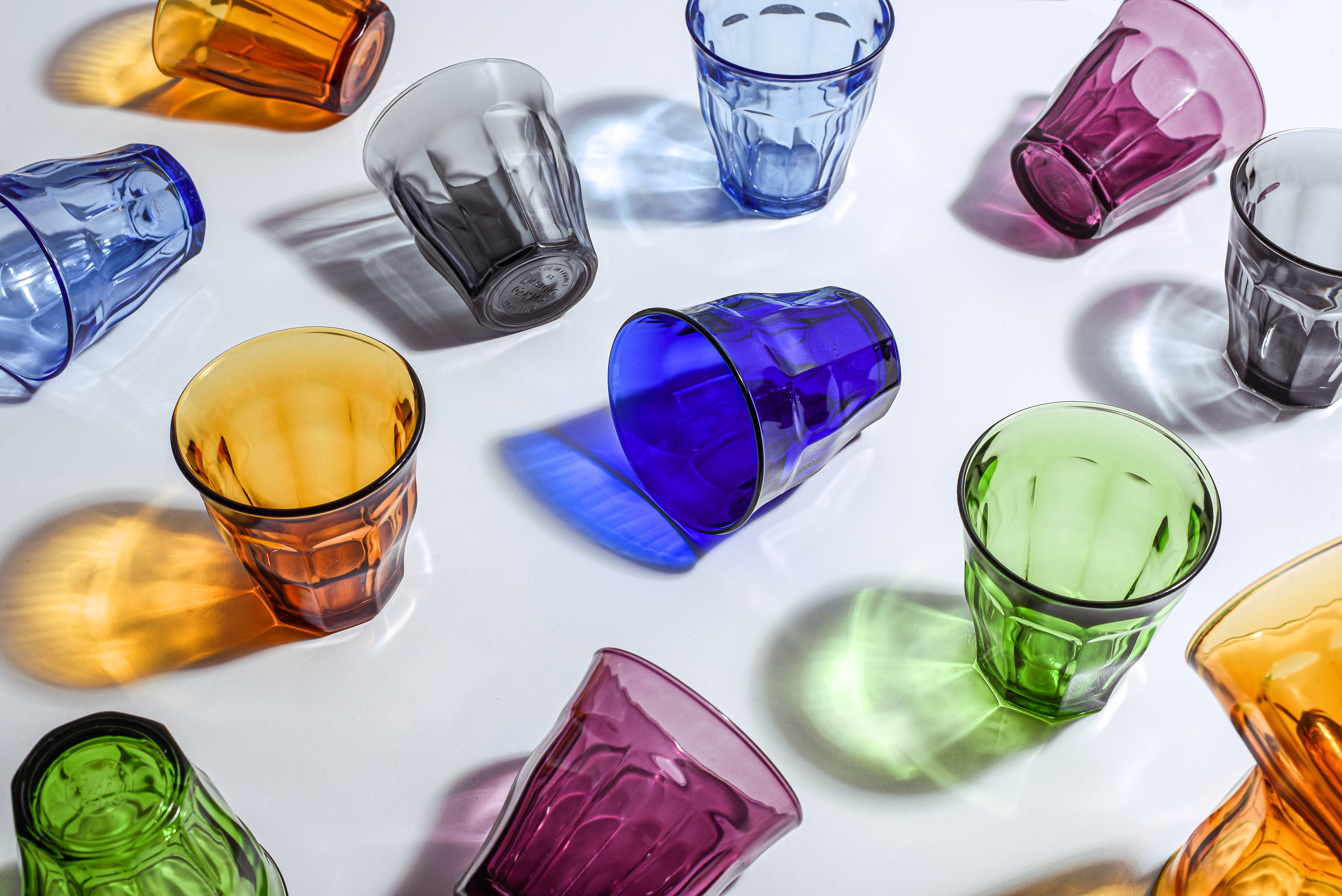
Exemple de vaisselle fabriquée par Duralex.

Le verre trempé qui compose la vaisselle est fondu à partir d'un mélange de sable siliceux, de calcaire, de carbonate de sodium et d'alumine. Y sont ajoutés quelques oxydes métalliques pour colorer ou décolorer.
Le matériau permet de fabriquer différents éléments de vaisselle : verre à boire, assiette, saladier, plat rond, etc.

## Dans la culture

### Populaire
Des générations d'écoliers se sont amusées à comparer leur « âge » à partir du numéro gravé au fond de chaque verre.
Selon plusieurs sources, il s'agit en fait du numéro de l'empreinte de l'un des 50 moules servant à la fabrication des verres. Cinquante verres sont ainsi produits sur les presses composées de deux tables, chaque table étant dotée de 25 moules. Mais seulement 48 verres sont commercialisés, deux d'entre eux étant réservés au suivi de la qualité en cas de défaut de fabrication. Selon d'autres sources, le numéro gravé dans le fond du verre correspond en fait au numéro de la machine qui a fabriqué le récipient, et non au numéro du moule. Un employé de Duralex déclare : « ainsi, lorsqu'un défaut est constaté sur un verre, il suffit à l'entreprise de consulter ce numéro pour retrouver la machine défectueuse, et la réparer au plus vite ». L'entreprise étant composée de cinquante machines, c'est pour cette raison que le numéro inscrit sur les verres Duralex ne dépasse jamais le nombre 50.

### Arts
Le modèle de verre Gigogne fait partie des collections du musée des Arts décoratifs de Paris. Il est par ailleurs proposé au MoMa Store, la boutique du Museum of Modern Art de New York,.
À Quimperlé, l'artiste Jean-Marc Pinson détourne des verres Duralex dans ses œuvres. L'artiste contemporain Michael Craig-Martin a pour sa part utilisé un verre Duralex dans son œuvre conceptuelle An Oak Tree (en).
En juillet 1973, le photographe Joe Stevens prend une photo de David Bowie qui enregistre alors son album Pin Ups au château d'Hérouville, en train de boire dans un verrre Picardie.

### Cinéma
Les verres Duralex apparaissent dans de nombreux films, des classiques français de l’après-guerre aux films de la Nouvelle Vague,.
Le verre Picardie Duralex apparaît dans le 23e film de James Bond, Skyfall. C'est le verre dans lequel James Bond incarné par l'acteur Daniel Craig boit un whisky, un scorpion sur la main, avant d'enfermer le scorpion dans le verre en le retournant sur le comptoir.
Il est également utilisé par Daniel Day-Lewis dans une scène de Gangs of New York de Martin Scorsese en 2002.

### Littérature
Michel Bezbakh dans son roman Le Gars qui allait quelque part (Buchet-Chastel, 2024) fait référence aux verres Duralex : « De la maternelle au lycée on avait les mêmes plateaux et les mêmes petits verres avec les chiffres à l'intérieur, je sais pas à quel âge les gens arrêtent de faire des jeux et de délirer avec les petits chiffres des verres mais moi je crois que je l'ai toujours fait jusqu'à la dernière année de lycée. Ah là là les moments à la cantine c'est de bons souvenirs n'empêche, même quand la bouffe était immonde on arrivait à passer des bons moments. ».

### Documentaire
- Attention fragile, film documentaire de Vincent Reignier (2012) (Cent Soleils / Bip TV Issoudun / TV Tours / Ciclic-Centre Val de Loire) [vidéo] Visionner la vidéo sur Vimeo.
- Émission Karambolage (4 min, Arte, 2015) [vidéo] « Visionner la vidéo », sur YouTube.
- Émission Les pieds sur terre (30 min France Culture, 2025) Duralex : quand les salariés sauvent leur entreprise